# West Huntspill
West Huntspill é um assentamento e paróquia civil a cerca de 8 quilómetros de Bridgwater, no distrito de Sedgemoor, condado de Somerset, Inglaterra. A paróquia inclui a aldeia de Huntspill e a aldeia de Alstone. Em 2011, a paróquia tinha uma população de 1414 habitantes. Faz fronteira com Burnham-on-Sea e Highbridge, East Huntspill, Otterhampton, Pawlett e Puriton.

## Pontos de interesse
Existem 14 edifícios listados em West Huntspill.

## História
A paróquia foi formada a 1 de abril de 1949 pela paróquia de Huntspill, quando Huntspill foi abolida e dividida em "East Huntspill" e "West Huntspill".